# Лейквуд (Іллінойс)
Лейквуд (англ. Lakewood) — селище (англ. village) в США, в окрузі Макгенрі штату Іллінойс. Населення — 4283 особи (2020).

## Географія
Лейквуд розташований за координатами 42°13′26″ пн. ш. 88°23′12″ зх. д. / 42.22389° пн. ш. 88.38667° зх. д. (42.223909, -88.386619).  За даними Бюро перепису населення США в 2010 році селище мало площу 10,28 км², з яких 9,50 км² — суходіл та 0,79 км² — водойми. В 2017 році площа становила 12,99 км², з яких 12,17 км² — суходіл та 0,82 км² — водойми.

## Демографія
Згідно з переписом 2010 року, у селищі мешкало 3811 особа в 1309 домогосподарствах у складі 1104 родин. Густота населення становила 371 особа/км².  Було 1380 помешкань (134/км²).
Расовий склад населення:
| - 93,1 % — білих - 3,6 % — азіатів - 1,2 % — чорних або афроамериканців - 0,2 % — корінних американців |

До двох чи більше рас належало 1,3 %. Частка іспаномовних становила 3,1 % від усіх жителів.
За віковим діапазоном населення розподілялося таким чином: 30,1 % — особи молодші 18 років, 58,6 % — особи у віці 18—64 років, 11,3 % — особи у віці 65 років та старші. Медіана віку мешканця становила 42,0 року. На 100 осіб жіночої статі у селищі припадало 101,7 чоловіків;  на 100 жінок у віці від 18 років та старших — 95,7 чоловіків також старших 18 років.
Середній дохід на одне домашнє господарство  становив 161 696 доларів США (медіана — 119 982), а середній дохід на одну сім'ю — 171 792 долари (медіана — 128 380). За межею бідності перебувало 2,8 % осіб, у тому числі 0,0 % дітей у віці до 18 років та 10,5 % осіб у віці 65 років та старших.
Цивільне працевлаштоване населення становило 1886 осіб. Основні галузі зайнятості: виробництво — 20,6 %, науковці, спеціалісти, менеджери — 20,4 %, освіта, охорона здоров'я та соціальна допомога — 14,2 %, роздрібна торгівля — 10,7 %.